# Літературна премія Нома
Літературна премія Нома (Noma Bungei Shō) — літературна премія в Японії, що була заснована в 1941 році, відповідно до останніх побажань Сейджі Номи (1878—1938), засновника та першого президента видавничої компанії Kodansha. Її присуджує Культурний фонд Нома, найбільший акціонер Kodansha. Літературна премія Нома вручається щороку видатним новим роботам, опублікованим у Японії з жовтня по вересень наступного року. Нагорода включає пам'ятну дошку та грошову винагороду у розмірі 3 мільйонів єн. Це одна з кількох премій імені Нома.

## Літературна премія Нома (1941— дотепер)
| Рік  | Автор                     | Твір                                                                                            |
| ---- | ------------------------- | ----------------------------------------------------------------------------------------------- |
| 1941 | Сейка Маяма               |                                                                                                 |
| 1942 | нагородження не відбулося | нагородження не відбулося                                                                       |
| 1944 | нагородження не відбулося | нагородження не відбулося                                                                       |
| 1954 | Кавабата Ясунарі          | Yama no oto (山の音)                                                                            |
| 1955 | нагородження не відбулося | нагородження не відбулося                                                                       |
| 1957 | Енчі Фуміко Уно Чійо      | Onnazaka (女坂) Ohan (おはん)                                                                   |
| 1961 | Іноуе Ясуші               | Yodo dono no nikki (淀どの日記)                                                                 |
| 1966 | Ібусе Масуджі             | Kuroi Ame (黒い雨)                                                                              |
| 1980 | Шюсаку Ендо               | The Samurai (侍)                                                                                |
| 1982 | Нобуо Коджіма             | Wakareru riyū (別れる理由)                                                                      |
| 1984 | нагородження не відбулося | нагородження не відбулося                                                                       |
| 1989 | Іноуе Ясуші               | Kōshi (孔子)                                                                                    |
| 1992 | Хіросі Сакагамі           | Denen fukei (田園風景)                                                                          |
| 1995 | нагородження не відбулося | нагородження не відбулося                                                                       |
| 1998 | Цушіма Юко                | Hinoyama, yamazaruki (火の山―山猿記)                                                            |
| 2001 | Сетоучі Джякучьо          | Basho (場所)                                                                                    |
| 2005 | Муракамі Рю               | Hanto wo deyo (半島を出よ)                                                                      |
| 2011 | Йоко Тавада               | Yuki no renshūsei (雪の練習生)                                                                  |
| 2012 | Ямада Еймі                | Jentoruman (ジェントルマン)                                                                     |
| 2014 | Шоно Йоріко               | Mitōbyōki: kōgenbyō «kongōsei ketsugō soshikibyō» no (未闘病記――膠原病、「混合性結合組織病」の) |
| 2019 | Хісакі Мацуура            | Ningai (人外)                                                                                   |
| 2023 | Хіромі Кавакамі           | Любов швидкоплинна, або Стейк на дні басейну (恋ははかない、あるいは、プールの底のステーキ)     |

## Літературна премія Нома за нове обличчя (1979— дотепер)
| Рік  | Автор            | Твір                                              |
| ---- | ---------------- | ------------------------------------------------- |
| 1979 | Цушіма Юко       | Hikari no ryōbun (光の領分)                       |
| 1982 | Муракамі Харукі  | Hitsuji o meguru bōken (羊をめぐる冒険)           |
| 1983 | Ґенпей Акасеґава | Yukino (雪野)                                     |
| 1990 | Кадзумі Саекі    | Shōto sākitto (ショート・サーキット)              |
| 1991 | Йоріко Шьоно     | Nanimo shite nai (なにもしてない)                 |
| 1997 | Ко Мачіда        | Kussun daikoku (くっすん大黒)                     |
| 1998 | Чія Фуджіно      | Oshaberi kaidan (おしゃべり怪談)                  |
| 2008 | Кікуко Цумура    | myūjikku buresu yū (ミュージック・ブレス・ユー!!) |
| 2009 | Мурата Саяка     | Gin'iro no uta (ギンイロノウタ)                   |
| 2011 | Мотоя Юкіко      | Nurui doku (ぬるい毒)                             |

## Дитяча літературна премія Нома (1963— дотепер)
| Рік  | Автор            | Твір                                                    |
| ---- | ---------------- | ------------------------------------------------------- |
| 1963 | Нобуо Ішіморі    | Ban no miyage hanashi (バンのみやげ話)                  |
| 1988 | Шюнтаро Танікава | Hadaka Tanikawa Shuntarō shishū (はだか 谷川俊太郎詩集) |
| 1998 | Морі Ето         | Tsuki no fune (つきのふね)                              |
| 2004 | Уехаші Нахоко    | Kitsune fue no kanata (狐笛のかなた)                    |